# Saperda mutica
Saperda mutica là một loài bọ cánh cứng trong họ Cerambycidae.